# CLARiiON

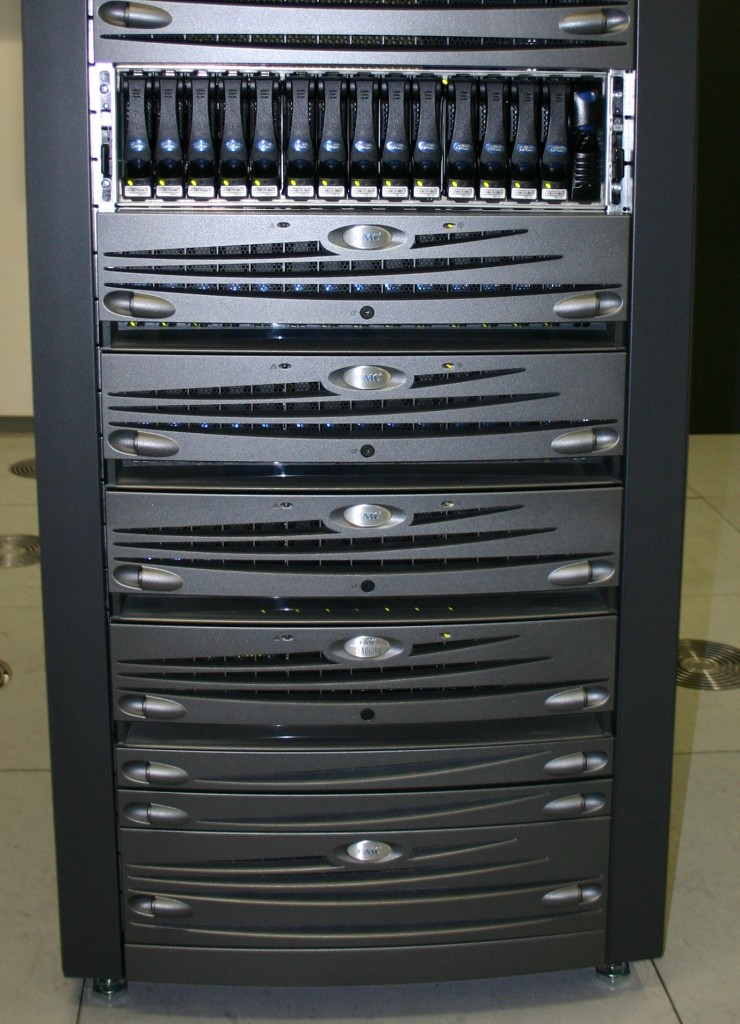
CLARiiON CX500 mit abgenommener Abdeckung an einem DAE

CLARiiON ist der Produktname einer Serie von Disk-Arrays, die von Data General entwickelt und später von EMC aufgekauft wurde. Weltweit wurden etwa 200.000 Systeme installiert.
Die CLARiiON-Reihe wurde, wie auch Celerra, Anfang 2011 durch die neue sogenannte unified-Plattform EMC VNX ersetzt.

## Geschichte

### Die Anfänge bei Data General
Anfang der 1990er Jahre wurde bei Data General ein Disk Array mit der Bezeichnung HADA (High Availability Disk Array) entwickelt, das einige interessante technische Neuerungen aufwies, welche 1994 patentiert wurden. Die Festplatten waren im laufenden Betrieb austauschbar (Hot-Swap), die Sicherstellung der elektrischen Kontakte erfolgte durch Gleitschienen, die die Bauteile beim Einbauen in der richtigen Position hielten und es gab einen Schließmechanismus, der die eingeschobenen Festplatten fixierte. Die Weiterentwicklung der HADAs mit dem Namen CLARiiON waren mit bis zu 30 SCSI-Festplatten bestückbar.
1997 wurde das damals übliche SCSI durch das neue Fibre-Channel-Protokoll abgelöst, die erste CLARiiON dieser Serie (FC5000) konnte durch den Einsatz dieser neuen Technologie die Geschwindigkeit gegenüber damaligen SCSI-Arrays verdoppeln, die CLARiiON FC4700 wurde zum Verkaufsschlager.

### Weiterentwicklung bei EMC
Die Technologie der CLARiiON-Linie war der Hauptgrund für EMC, Data General 1999 aufzukaufen. 2002 wurde die erste überarbeitete Serie von EMC auf den Markt gebracht (CX200, CX400, CX600), 2003 die zweite Serie (CX300, CX500, CX700), 2006 die CX3-Linie (CX3-20, CX3-40, CX3-80). Im Jahre 2008 wurde die CX4 eingeführt mit weiteren Verbesserungen vor allem bei Leistung und Stromverbrauch. Daneben wurde mit der AX-Linie eine Low-Cost-Variante entwickelt. Modelle, die den Speicherplatz über iSCSi statt Fibre Channel zur Verfügung stellen, waren seit Mitte 2005 verfügbar (CX300i, CX500i, AX150i).
Von der EMC NAS-Plattform Celerra waren unter Modelle mit integriertem Speicher erhältlich. Hierbei kamen je nach Modell unterschiedliche CLARiiON-Varianten zum Einsatz.
Die Celerra- und CLARiiON-Produktreihen wurden von EMC Anfang 2011 gemeinsam durch die neue VNX-Plattform ersetzt.

### Weitere Modellbezeichnungen
Die EMC-Clariion-Reihe wurde einige Jahre lang auch von Fujitsu unter der Bezeichnung "FibreCAT" und von DELL unter dem OEM-Namen "AX" vertrieben.

## Hardware
Eine CLARiiON besteht aus zwei Storage-Prozessoren(SP) und den Festplatten-Shelfs, genannt Drive Array Enclosures (DAE). Die SPs beinhalten neben den Host Bus Adaptern zur Anbindung an das SAN und der DAEs einen Cache, batteriegepufferte Netzteile und Netzwerkkarte zur Anbindung an das LAN. Sollte ein SP ausfallen, übernimmt der andere dessen Aufgaben.

## Software
Das Betriebssystem, welches auf den SPs läuft heißt FLARE. Administriert wird die CLARiiON über Navisphere, welches als Java-Applet vom integrierten Webserver des SP geladen wird. Auf den Rechnern, die auf die CLARiiON zugreifen, sollte der Navisphere Agent installiert werden, welcher über LAN mit dem SP kommuniziert.
Ab der Version FLARE 30 ist anstelle von Navisphere jetzt Unisphere verfügbar.
Das zugehörige Commandline-Tool nennt sich navicli seit FLARE 19 naviseccli. Hiermit ist ein automatisches Login am Disk Array mittels Zertifikaten möglich.